# Какуиды
Какуиды  (перс. آل کاکویه‎) — дейлемитская династия правившая с 1008 по 1051 года в Западном Иране, период расцвета эмирата Какуидов приходится во времена упадка власти Буидов во всём Иране..

## История
Основатель династии, деилемит Рустам Душманзийар, получил от Буидов Рея и Джибаля город Шахрияр. Его сын, Ала ад-даула Мухаммед, был известен под именем Ибн Какуйя («каку» на дейлемитском диалекте означает «дядя по материнской линии» — отец Мухаммеда приходился дядей со стороны матери Буидскому эмиру Мадж ад-даула). В 1008 году Ала ад-даула Мухаммед стал правителем Исфахана, создав мощную армию. Он покровительствовал поэтам и ученым, а философ Ибн Сина (Авиценна) служил у Мухаммеда визирем.
После смерти Ибн Какуйи его сын Фарамурз вынужден был подчиниться Сельджукидам, когда Тогрул-бек завоевал Исфахан и в 1051 году сделал его своей столицей. Фарамурз взамен получил Абаркух и Йезд. Его брат, правивший в Хамадане и Нехавенде, бежал от сельджуков к Бундам Фарса. Али ибн Фарамурз наследовал отцу в Йезде и женился на одной из дочерей Сельджукида Чагры-бек Дауда, а Гаршасп ибн Али был женат на сестре сельджукских султанов Мухаммеда и Санджара.